# 卡萊烏卡萊烏縣

卡萊烏卡萊烏縣（西班牙語：Departamento Caleu Caleu），是阿根廷的縣份，位於該國南部拉潘帕省，首府設於拉阿德拉，面積9,078平方公里，2010年人口2,313，人口密度每平方公里0.3人。 
38°58′56″S 64°05′26″W / 38.98222°S 64.09056°W